# Chris Christie
Christopher James "Chris" Christie (født 6. september 1962) var den 55. guvernør i den amerikanske delsat New Jersey fra 2010 til 2018. Han er medlem af det Republikanske parti.
Christie var den første republikaner i 12 år der blev valgt som guvernør i New Jersey, da han i 2009 vandt over Jon Corzine. Chris Christie tiltrådte den 19. januar 2010.
Christie tog i 2015 de første skridt mod opstilling som kandidat til præsidentvalget i 2016.
Christie var en nær allieret af Trump under dennes præsidentskab, men blev senere senere en hård kritiker af Trump efter Trumps afvisning af at acceptere sit nederlag ved præsidentvalget i USA i 2020 og det det efterfølgende angreb på Capitol den 6. januar 2021. Den 6. juni 2023 annoncerede han sin anden præsidentkampagne for den republikanske nominering til præsidentvalget i 2024. Christie opgav sit kandidatur den 10. januar 2024, før de republikanske primærvalg startede.